# Mas Picanyol (Collsuspina)
Mas Picanyol és un edifici de Collsuspina (Moianès) inclòs a l'Inventari del Patrimoni Arquitectònic de Catalunya.

## Descripció
Es tracta d'una casa de petites dimensions coberta amb teulada a 4 vents i que tot i la seva modernitat conserva l'aspecte típic de la masia. Com a característic podem assenyalar la seva façana esquerra que forma una galeria amb 6 arcs rebaixats -3 a la primera planta i 3 més superposats de gran alçada-. A la façana principal és de destacar un gran balcó amb ferro forjat essent el portal rectangular i datat el 1930.

## Història
Es tracta d'un mas relativament modern fet pel pare de l'actual propietari.